# Liste des légions romaines
Voici une liste des légions romaines, incluant les faits principaux liés à chacune d'elles, en se concentrant principalement sur les légions du Principat (de -27 à 285 environ), au sujet desquelles il existe d'importantes œuvres littéraires, épigraphiques et des éléments de preuve archéologiques.
Jusqu'au Ier siècle av. J.-C., les légions de la République étaient composées de citoyens temporairement recrutés, levées pour des campagnes spécifiques et ensuite dissoutes. Durant le Ier siècle av. J.-C., les légions étaient un mélange d'unités de volontaires et de conscrits. Les légions devinrent des unités durables, qui pouvaient exister longtemps après que la campagne causant leur levée fut terminée. Un grand nombre de légions furent levées par des seigneurs rivaux durant la période de guerres civiles de 49 à 30 av. J.-C.
Toutefois, lorsqu'Auguste devint le dirigeant unique en 30 av. J.-C., il a dissout approximativement la moitié des 50 légions qui existaient alors. Les 28 légions restantes devinrent le cœur de l'armée Impériale, dont la plupart existèrent plus de trois siècles. Auguste et ses successeurs immédiats transformèrent les légions en unités permanentes, pourvues par des militaires de carrière sur une base de 25 ans.
Les légions sous le Dominat (environ 285 - 476) étaient également professionnelles, mais sont beaucoup moins connues, en raison de la rareté des informations les concernant. Il est en revanche certain que les légions étaient radicalement différentes par rapport à leurs prédécesseurs en termes de taille, structure et rôle tactique, malgré la conservation de quelques noms. Ceci est le résultat des réformes militaires entreprises par Dioclétien et Constantin Ier, et de l'évolution observée au cours du IVe siècle.

## Légions de l'ancienne République
Avant la « Réforme marianique », les légions de la République étaient constituées grâce à un enrôlement obligatoire des citoyens (avec un minimum de qualifications) et levées chaque fois que nécessaire. Généralement autorisées par le Sénat romain, elles étaient ensuite dissoutes.
Les légions deviennent des unités permanentes, qui pouvaient rester mobilisées pendant plusieurs années, voire décennies. Il devint nécessaire de mettre en garnison les territoires de la République devenus vastes. Les légionnaires constituèrent un recrutement élargi de volontaires, enrôlés pour un minimum de six ans avec salaire fixe, bien que la conscription fût toujours pratiquée. La propriété terrienne, requise mais déjà réduite, semble avoir été abolie par Marius, de sorte que la plupart des recrues provenaient désormais du prolétariat sans terre, éléments qui seront les plus intéressés à l'emploi rémunéré que représentait la Légion.
Au cours du dernier siècle de la République, les proconsuls gouvernant les provinces frontalières devinrent de plus en plus puissants. Leur commandement des légions mobilisées dans les campagnes militaires lointaines et ardues aboutit au transfert à leur profit de l'allégeance que ces unités devaient à l'État romain. Ces imperatores durent fréquemment se combattre mutuellement et commencer des guerres civiles pour prendre le contrôle de l'État, on peut citer Sylla, César, Pompée, Crassus, Marc Antoine et Octave (le futur Auguste, le premier empereur. Dans ce contexte, les imperatores levèrent de nombreuses légions qui n'étaient pas approuvées par le Sénat, utilisant parfois leurs propres ressources financières (généralement extorquées aux provinces occupées). Allant de pair avec la fin des guerres civiles, nombre de ces unités « privées » devaient être dissoutes, pour conduire à des levées de plus en plus massives pour les prochaines guerres civiles. Au fil du temps, Auguste devint le seul dirigeant en -30, et sur les plus de 50 légions alors existantes, nombreuses furent celles qui se virent dissoutes.
Les légions incluses dans la liste ci-dessous eurent une histoire suffisamment longue pour être remarquables. La plupart d'entre elles furent levées par Jules César et plus tard incorporées à l'armée d'Octave, certaines furent levées par Marc Antoine.
- Legio I Germanica (Germaine) : -48 – 70 (Révolte des Bataves), Jules César
- Legio II Sabina : -43 à environ 9, premier nom de la Legio II Augusta
- Legio III Cyrenaica : probablement autour de -36 jusqu'au (au moins) Ve siècle, Marc Antoine
- Legio III Gallica : autour de -49 jusqu'au début du IVe siècle, Jules César (emblème: taureau)
- Legio IV Macedonica : -48 – 70 (dissoute par Vespasien), Jules César (emblème: taureau, capricorne)
- Legio IV Scythica : autour de -42 jusqu'au (au moins) Ve siècle, Marc Antoine (emblème: capricorne)
- Legio V Alaudae : -52 – 70 (détruite au cours de la Révolte des Bataves), Jules César (emblème: éléphant)
- Legio VI Ferrata : -52 jusqu'à après 250, Jules César (emblème : taureau, loup et Romulus et Rémus); légion jumelle de Legio VI Victrix
- Legio VII Claudia : -51 – -44, Jules César; dissoute et reformée par Galba sous le nom de Legio VII Gemina
- Legio VIII Augusta : -59 – -48, Jules César, dissoute et reformée par Auguste sous le nom de Legio VIII Augusta
- Legio IX Hispana Triumphalis (Triomphante): -59 – -48, Jules César, dissoute et reformée par Auguste sous le nom de Legio IX Hispana
- Legio X, également connue sous le nom de Legio X Equestris (montée): avant -58 – -45, Jules César, dissoute, reconstituée par Lépide, incorporée à la Legio X Gemina par Auguste.
  - Legio X Veneria (dévouée à la déesse Vénus): autre nom de Legio X Equestris.
- Legio XI: -58 – -45, Jules César (emblème: Neptune), dissoute, reconstituée par Auguste sous le nom de Legio XI Claudia
- Legio XII Victrix (Victorieuse): -57 – 45, Jules César
  - Legio XII Antiqua (Antique): reconstituée par Lépide en -43, nommée par Marc Antoine, incorporée à l'armée d'Auguste sous le nom de Legio XII Fulminata
- Legio XIII: -57 – -45: Jules César, plus tard (-41) reconstituée sous le nom de Legio XIII Gemina par Auguste
- Legio XVIII Liparca (from Lipara): dissoute -31, Marc Antoine
- Legio XIX : -41 levée par Auguste
- Legio XXX Classica (Naval): -48 – -41, Jules César

## Légions du Haut-Empire
- Legio I Adiutrix
- Legio I Germanica (-48 / 70)
- Legio I Illyricorum
- Legio I Italica
- Legio I Minervia
- Legio I Parthica
- Legio II Adiutrix
- Legio II Augusta
- Legio II Gallica
- Legio II Italica
- Legio II Primigenia
- Legio II Parthica
- Legio II Traiana Fortis
- Legio III Augusta
- Legio III Cyrenaica
- Legio III Italica / Concordia
- Legio III Gallica
- Legio III Parthica
- Legio IV Flavia Felix
- Legio IV Macedonica
- Legio IV Scythica
- Legio IV Martia
- Legio V Alaudae
- Legio V Macedonica
- Legio VI Ferrata
- Legio VI Victrix
- Legio VII Claudia
- Legio VII Gemina
- Legio VIII Augusta
- Legio VIII Claudia
- Legio IX Hispana / Macedonica / Triumphatrix
- Legio X Fretensis
- Legio X Gemina
- Legio XI Claudia / Claudia Pia Fidelis
- Legio XII Fulminata / Victrix / Antiqua / Certa Constans / Galliena
- Legio XIII Gemina
- Legio XIV Gemina Martia Victrix
- Legio XV Apollinaris
- Legio XV Primigenia
- Legio XVI Gallica
- Legio XVI Flavia Firma
- Legio XVII - légion anéantie lors du désastre de Varus en Germanie
- Legio XVIII - id.
- Legio XIX - id.
- Legio XX Valeria / Valeria Victrix
- Legio XXI Rapax
- Legio XXII Deiotariana
- Legio XXII Primigenia
- Legio XXX Ulpia Victrix / Pia Fidelis

## Légions du Bas Empire
Durant l'Antiquité tardive, les unités militaires n'ont plus rien de commun avec celles de la période du Principat. L'inefficacité des troupes liées aux nouvelles situations de combat, davantage fondé sur l'affrontement indirect, l'escarmouche ou la contre-attaque, nécessite une réorganisation de l'ensemble. Les premières prémices sont visibles sous l'empereur Gallien, mais c'est à partir de Dioclétien, puis de Constantin que la réforme militaire prend son sens. 
Les grandes légions comprenant entre 4 000 et 6 000 hommes, puissantes mais néanmoins lentes à mobiliser, sont divisées et réorganisées. Ces nouvelles unités ont une taille bien inférieure, généralement comprise entre 1 000 et 1 500 hommes, et se sont vu attribuer des spécificités propres à chacune. Ainsi certaines d'entre elles ne sont composées que de fantassins lourdement armés, quand d'autres sont uniquement des tirailleurs et autres archers. 
Les nouvelles unités sont réparties plus équitablement sur le territoire, ce qui améliore leur efficacité. Un niveau hiérarchique au sein de celles-ci se met en place. Ainsi on voit apparaitre des unités "Seniores" et d'autres "Iuniores". De plus, les unités sont classifiées en fonction de leur valeur.
Les unités dites "Palatines" constituent l'élite de l'armée, elles sont particulièrement bien équipées et entraînées. La plupart d'entre elles seront employées dans tous les conflits majeurs jusqu'au Ve siècle. 

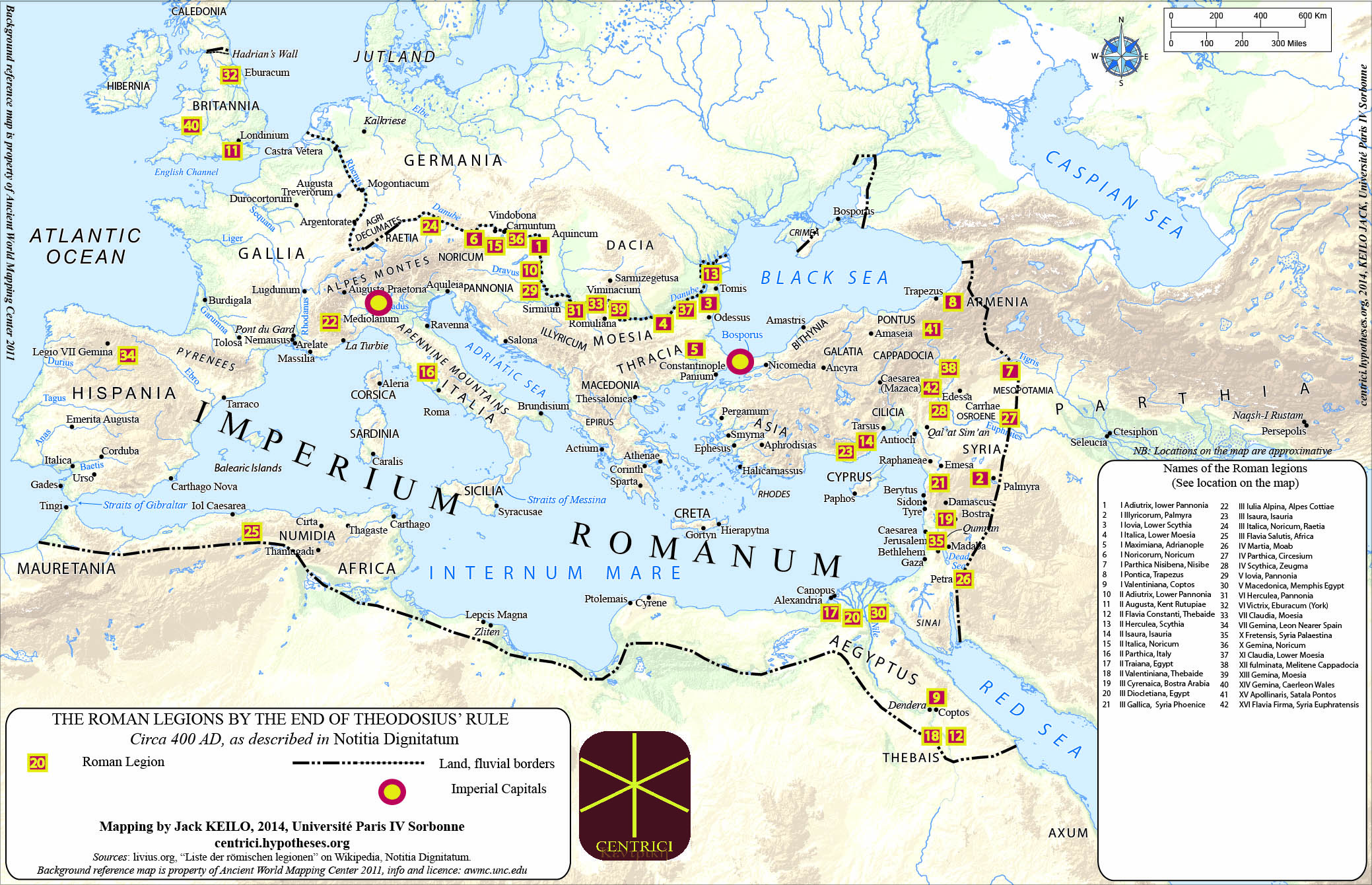
Légions romaines, vers 400

- Ioviani Seniores
- Ioviani Iuniores
- Herculiani Seniores
- Herculiani Iuniores
- Matiarii Seniores
- Matiarii Iuniores
- Lanciarii Seniores
- Lanciarii Iuniores
- Fortenses
- Daci
- Nervii
- Scythae
- Primani
- Undecimani
- Britones Seniores
- Divitenses Seniores
- Tongrecani Seniores
- Pannoniciani Seniores
- Moesiaci Seniores
- Octavani
- Thebei
- Lanciarii Sabarienses
- Armigeri Propugnatores Seniores
- Armigeri Propugnatores Iuniores
- Cimbriani